# Ilex apicidens
Ilex apicidens là một loài thực vật có hoa trong họ Aquifoliaceae. Loài này được N.E.Br. mô tả khoa học đầu tiên năm 1901.